# Sonic the Hedgehog: The Movie
Sonic the Hedgehog: The Movie (também conhecido como Sonic OVA) é uma OVA de dois episódios baseado na franquia de videogames Sonic the Hedgehog.

## Sinopse
Sonic e Tails moram em um planeta chamado Planeta da Liberdade, no qual Dr. Eggman diz para eles que um ser chamado Black Eggman toma posse da Eggmanland. Quando Sonic e Tails vão investigar, eles encontram Dr. Eggman com sua nova arma de deter o Sonic. Hiper Metal Sonic, e também Knuckles, que nesse filme é um caçador de tesouros.

## Dubladores
| Personagem                             | Dublador japonês   | Dublador português | Dublador americano  |
| -------------------------------------- | ------------------ | ------------------ | ------------------- |
| Sonic the Hedgehog                     | Masami Kikuchi     | Pedro Mauro        | Martin Burke        |
| Miles "Tails" Prower                   | Hekiru Shiina      | Flora Mirona       | Lainie Frasier      |
| Knuckles the Echidna                   | Yasunori Matsumoto | Duda Marques       | Bill Wise           |
| Dr. Eggman/Robotnik                    | Junpei Takiguchi   | Robert Madaleine   | Edwin Neal          |
| Hiper Metal Sonic                      | Masami Kikuchi     |                    | Gary Lipkowitz      |
| Sara (セーラ, Sēra)                    | Mika Kanai         | Nanda das Praias   | Sascha Biesi        |
| Presidente (大統領, Daitōryō)          | Yuzuru Fujimoto    | Rodrigo Lampada    | Edwin Neal          |
| Butler (執事, Shitsuji) / Coruja Velho | Chafurin           | Charles Santos     | Charles C. Campbell |

## Recepção
A edição de março de 1996 da DieHard Magazine deu ao OVA uma crítica positiva afirmando que "em suma, a obra de arte parece incrível, além de ser um OVA, então os artistas receberam um orçamento bastante extenso. A animação é muito mais limpa do que você poderia já esperou de um programa de TV, mas a presença dos personagens na tela é o que realmente torna Sonic tão legal. É como jogar, mas em forma de anime. Depois que o desenho do Sonic nos EUA foi cancelado, este anime é definitivamente uma boa escolha."
Henry Gilbert da GamesRadar aprovou o conceito de uma adaptação colorida e acelerada do Sonic para anime, observando as lutas entre Sonic e sua contraparte do mal, Metal Sonic, como "legais". Infelizmente, isso é acompanhado por "cenas de humor pastelão, clichês de anime e dublagem infantil", bem como a "perpetuamente irritante" Sara.
Chris Shepard da Anime News Network elogiou o OVA por sua ação não tradicional e disse que era "bom para os fãs de Sonic". Ele chamou a dublagem em inglês de pobre e disse que a história "se afastou um pouco demais dos videogames" e era "muito básica".
John Sinnott, da DVD Talk, disse que "isso não me atraiu em momento algum".